# Extreme Rules (2016)
Extreme Rules (2016) — щорічне pay-per-view шоу «Extreme Rules», що проводиться федерацією реслінгу WWE. Шоу відбулося 22 травня 2016 року в Пруденшл-центр у місті Ньюарк (Нью-Джерсі), США. Це було четверте шоу в історії «Extreme Rules». Вісім матчів відбулися під час шоу, один з них перед показом.